# Феодот Кожевник
Феодо́т (др.-греч. Θεόδοτος) — ранний христианский автор, чьё учение было признано ересью; представитель динамистического монархианства (адопционизма). Настаивал на абсолютном единстве Бога; Христос для него был человеком, на которого действовала божественная сила. Последователи Феодота — феодотиане.

## Биография

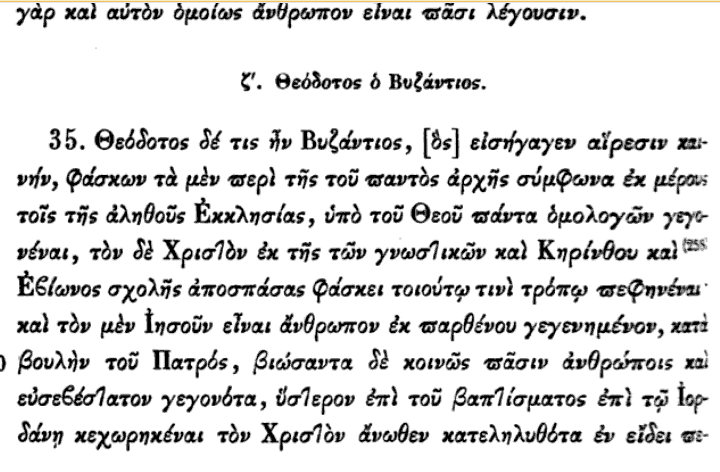
Неизвестный автор о Федоте. Сочинение «Философумена». — «Философские мнения или обличение на все ереси». Философумена долгое время издавалось под именем Оригена, в настоящее время большое количество учёных склоняется, что автор сочинения — Ипполит Римский.

Феодот родился в Византие. Получил хорошее образование. Был кожевником в Риме, жил во время понтификата папы Виктора I (189—199), который отлучил его от Церкви за адопционизм.
Епифаний Кипрский в «Панарионе» сообщает о том, что во время одного из гонений на христиан (какого Епифаний не знает) Феодот был вместе с другими схвачен и был мучим. Во время мучения Феодот отрёкся от Христа. После того как гонение на христиан закончилось, для того чтобы оправдать своё отречение Феодот создаёт новое вероучение. Согласно этому учению: Христос не Бог, а простой человек. По этой причине Феодот от Бога не отрекался, а отказался от простого человека. Епифаний говорит о том, что Феодот ранее принадлежал к ереси алогов. По этой причине, как алоги, феодотиане не признавали Евангелие от Иоанна и другие сочинения, приписываемые Иоанну, особенно «Апокалипсис». Ученики Феодота, согласно Евсевию, были Феодот-меняла и Асклепиодот.
Ещё одним источником о Феодоте является сочинение неизвестного автора «Философумена» — «Философские мнения или обличение на все ереси» (предположительно автор сочинения — Ипполит Римский). В тексте говорится о том, что Феодот частично учил согласно с вероучением Церкви, а именно: всё в мире создано Богом; но о Иисусе Феодот учил как гностики, Керинф и Эбион: Иисус был (просто) человек, родившийся от Девы, по замыслу Отца. Иисус жил как обыкновенный человек вместе с разными людьми. Затем Иисус стал более религиозным, а когда принял крещение от Иоанна в Иордане, то его принял Отец, на него сошёл Дух и Иисус стал Христом. Одни из феодотиан считали, что он никогда не сделался Богом, даже при схождении Духа; в то время как другие феодотиане считали, что Христос стал Богом после воскресения из мертвых.